# オイノトロポイ
オイノトロポイ（ギリシア語: Οἰνοτρόπαι, Oinotropoi）は、ギリシア神話に登場するアニオスとドーリッペーの三人の娘たちのこと。その名は「葡萄づくり」または「葡萄酒つくり」を意味する。
ディオニューソスは彼女たちに、オリーブ・麦・葡萄を大地より芽生えさせる力を授けている。 
三姉妹の内訳はエライス（Elais、「オリーブ」の意）、スペルモー（Spermo、「麦」の意）、オイノー（Oino、「葡萄」の意）である。
オウィディウスによる『変身物語』では四姉妹となっており、彼女たちの手に触れる物は全てオリーブ油、穀物、ワインに変わったとされている。そのため、トロイア戦争の際にギリシア軍の食糧補給のために拉致された。そこから逃亡したオイノトロポイはディオニューソスに助けを求め、それを聞き入れたディオニューソスにより、彼女たちは鳩に身を変じた。